# UNFICYP

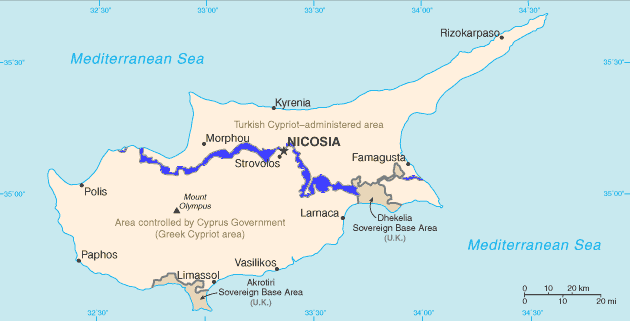
De VN-bufferzone in Cyprus.

De United Nations Peacekeeping Force in Cyprus (UNFICYP), of Vredesmacht van de VN op Cyprus in het Nederlands, is de vredesmacht die in 1964 door de Verenigde Naties werd opgericht in Cyprus nadat er geweld was uitgebroken tussen de Griekse en Turkse inwoners van het eiland. De spanningen tussen beide bevolkingsgroepen bleven bestaan en de missie werd elk half jaar opnieuw door de VN-Veiligheidsraad verlengd. Zeker in 1974, toen Griekenland de nationalistische Grieken ondersteunde die juist kort daarvoor verkiezingen hadden gewonnen en een duidelijke voorkeur voor aansluiting met Griekenland lieten blijken. Turkije kon dat niet toestaan omdat door Britse diplomaten aan Turkije een deel van het eiland was beloofd als territoriaal bezit, wanneer de Turken zouden besluiten zich aan te sluiten bij de geallieerden in de Tweede Wereldoorlog. Die belofte werd gemaakt omdat de Britten bang waren dat Turkije zich zou gaan aansluiten bij de asmogendheden. Een Turkse invasie volgde, en het geweld laaide weer enorm op. Die laatsten riepen de Turkse Republiek Noord-Cyprus uit en sindsdien bestaat Cyprus de facto uit twee landen. Tussenin ligt de VN-bufferzone die anno 2022 nog steeds door UNFICYP bewaakt wordt. Daarmee is UNFICYP al meer dan een halve eeuw actief en een van de langstlopende VN-missies ooit.

## Beschrijving

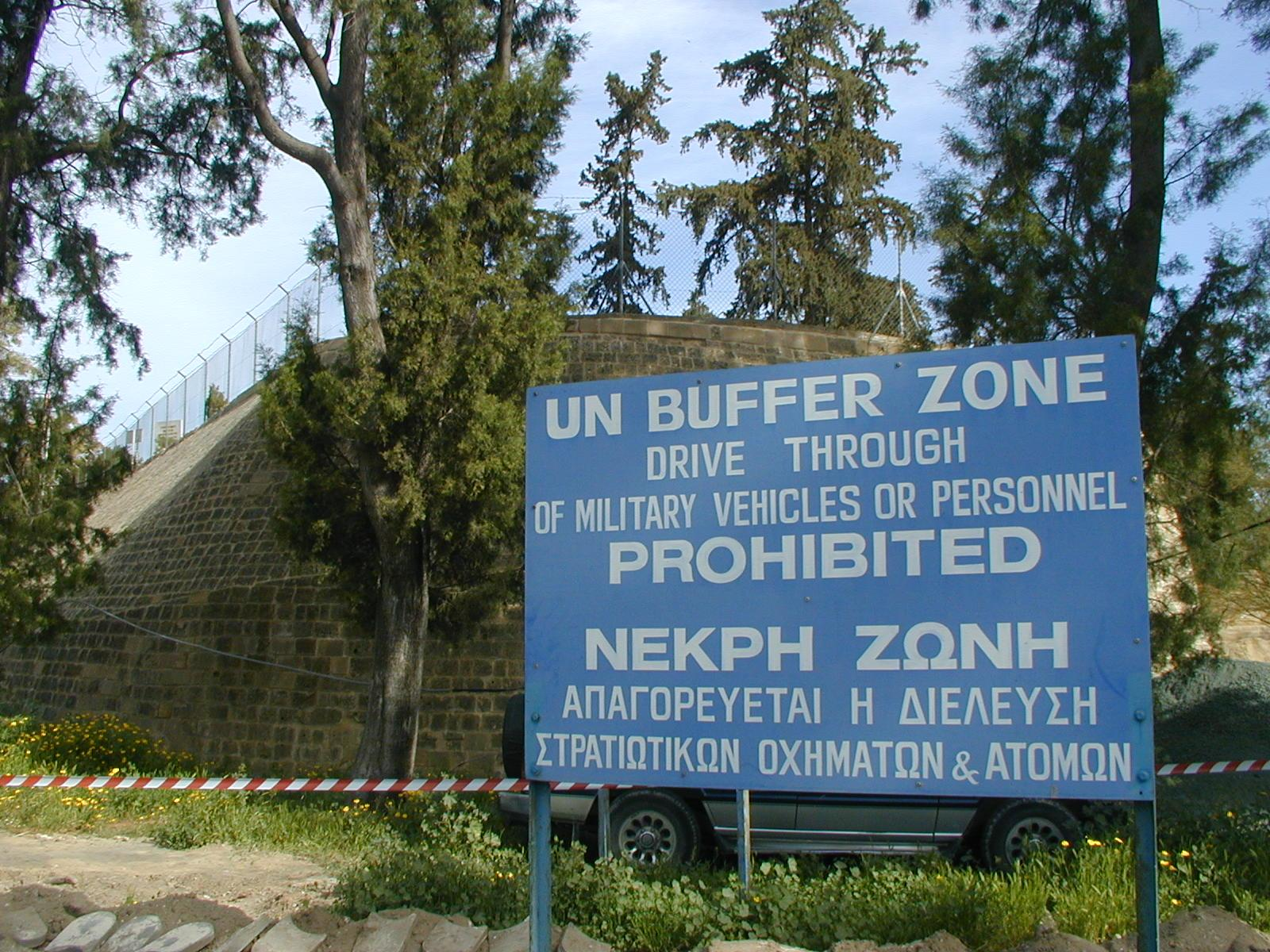
De Groene Lijn in de hoofdstad Nicosia. Aan de andere zijde van het hek ligt Turks-Cyprus.

De vredesmacht werd op 4 maart 1964 opgericht door resolutie 186
van de VN-Veiligheidsraad. Na de Turkse invasie in 1974 werd het mandaat uitgebreid.
Eind 2008 bestond de vredesmacht uit 858 soldaten, 68 politieagenten, 39 internationale personeelsleden en
105 lokale personeelsleden.
De militairen werden bijgedragen door Argentinië, Nederland, Canada, Hongarije, Kroatië, Oostenrijk,
Slowakije en het Verenigd Koninkrijk.
De politieagenten komen uit Argentinië, Australië, Bosnië-Herzegovina, El Salvador, Ierland, India, Italië, Kroatië en Nederland.
In de loop der tijd kwamen 179 van hen om het leven: 169 militairen, 3 politieagenten en 5 internationale en 2
lokale personeelsleden.
Het budget voor de troepenmacht bedroeg 56,49 miljoen dollar (ca. 42,5 miljoen euro) voor de periode
van juli 2008 tot en met juni 2009. Een derde van dat bedrag wordt bijgedragen door Cyprus en 6,5
miljoen dollar door Griekenland. De rest van het bedrag komt van de VN-lidstaten.
De bufferzone die door UNFICYP wordt bewaakt snijdt Cyprus in de west-oostrichting doormidden en is zo'n 180
kilometer lang. Het breedste punt is 7,4 kilometer en het smalste, gelegen in Nicosia, 3,3 meter. De bufferzone
beslaat daarmee 3% van het eiland. Meer dan 10.000 mensen wonen en/of werken in de bufferzone die ook zes
grensposten telt waarvan de eerste pas in april 2003 werd geopend.

## Mandaat

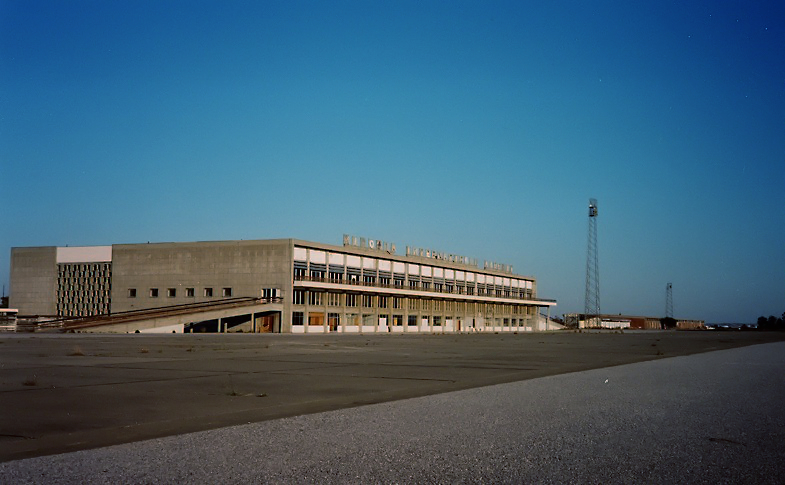
De sinds 1974 verlaten luchthaven van Cyprus.

In resolutie 186 van de Veiligheidsraad kreeg UNFICYP het volgende mandaat:
- Het voorkomen van verdere gevechten.
- Bijdragen aan het herstel van de wet en orde.
- Bijdragen aan de terugkeer naar normale levensomstandigheden.

Na het staakt-het-vuren dat volgde op de vijandelijkheden in 1974 kwamen daarbij:
- Toezien op het staakt-het-vuren.
- De bufferzone, de Groene Lijn, tussen de linies van de Cypriotische Nationale Garde en het Turkse- en Turks-Cypriotische leger bewaken.

Op aanraden van de secretaris-generaal en met instemming van de
betrokken partijen verlengt de Veiligheidsraad het mandaat van de vredesmacht elke zes maanden in juni en december
door middel van een resolutie.

## Medaille

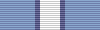
Het baton voor UNFICYP.

Zoals gebruikelijk stichtte de secretaris-generaal van de Verenigde Naties een van de Medailles voor Vredesmissies van de Verenigde Naties voor de deelnemers. Deze UNFICYP Medaille wordt aan militairen en politieagenten verleend.